# Theodotos von Byzanz
Theodotos von Byzanz (auch Theodotos der Gerber und Theodotos der Schuster, altgriechisch Θεόδοτος) war ein christlicher Theologe des späten 2. Jahrhunderts. 
Die von Theodotos vertretene Lehre besagt, dass Christus zwar ein besonderer und unter übernatürlichen Umständen geborener Mensch war, aber eben nur Mensch. Erst bei seiner Taufe im Jordan wurde Christus von Gott adoptiert.
Der ursprünglich aus Byzanz stammende Theodotos brachte diese als dynamischer Monarchianismus bezeichnete Lehre nach Rom, wo sie von der Orthodoxie als häretisch verdammt wurde. Theodotos wurde von Papst Viktor I. exkommuniziert. Dennoch konnte seine Anhängerschaft sich bis weit ins 3. Jahrhundert in Rom halten.